# Политотдел (Липецкая область)
Политотде́л — посёлок Петровского сельсовета Добринского района Липецкой области.
Расположен в 4 км к северо-западу от центра поселения посёлка Петровского. В 1,5 км севернее и западнее Политотдела проходит граница с Мордовским районом Тамбовской области.
Возник в 1930-х годах как посёлок отделения совхоза «Петровский»  (его центральная усадьба располагается в поселке Петровском). Название — по  политотделу.
В советское время в посёлке находилась свинотоварная ферма.

## Население
| 2010 |
| ---- |
| 300  |